# Amphistomus primonactus
Amphistomus primonactus är en skalbaggsart som beskrevs av Matthews 1974. Amphistomus primonactus ingår i släktet Amphistomus och familjen bladhorningar. Inga underarter finns listade i Catalogue of Life.